# Трильйон
Трильйон — натуральне число, яке позначає одиниця з:
- 12 нулями (1 000 000 000 000 = 1012, тисяча мільярдів чи мільйон мільйонів) у системі найменування чисел із короткою шкалою;
- 18 нулями (1 000 000 000 000 000 000 = 1018 = 106 * 106 * 106 = (106)3, мільйон мільйонів мільйонів) у системі найменування чисел із довгою шкалою.

|                         | Коротка шкала | Довга шкала |
| ----------------------- | ------------- | ----------- |
| {\displaystyle 10^{12}} | трильйон      | більйон     |
| {\displaystyle 10^{15}} | квадрильйон   | більярд     |
| {\displaystyle 10^{18}} | квінтильйон   | трильйон    |
| {\displaystyle 10^{21}} | секстильйон   | трильярд    |

## Префікси
- Для трильйона (1012) — тера.
- Для однієї трильйонної (10−12) — піко.
- ISO: tera — (T).